# Nad koupalištěm
Nad koupalištěm je přírodní památka poblíž obce Štěpánov nad Svratkou v okrese Žďár nad Sázavou v nadmořské výšce 380–430 metrů. Oblast spravuje Krajský úřad Kraje Vysočina. Předmětem ochrany je mozaika zachovalých mezofilních a suchomilných (acidofilních) trávníků se vzácnými a ohroženými druhy živočichů a rostlin, zejména s populací vstavače kukačky (Orchis morio) a vstavače osmahlého (Orchis ustulata).

## Fotogalerie

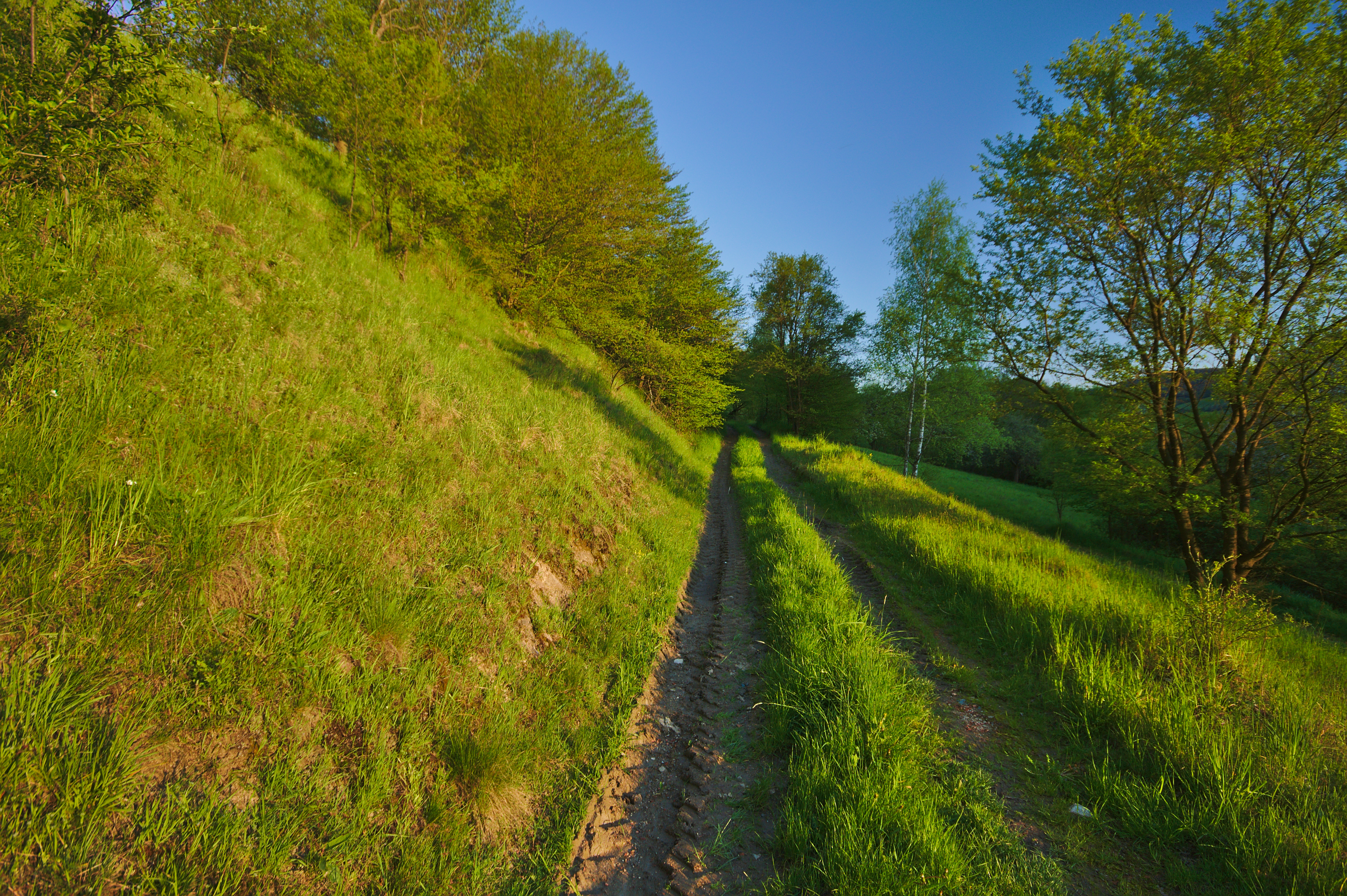
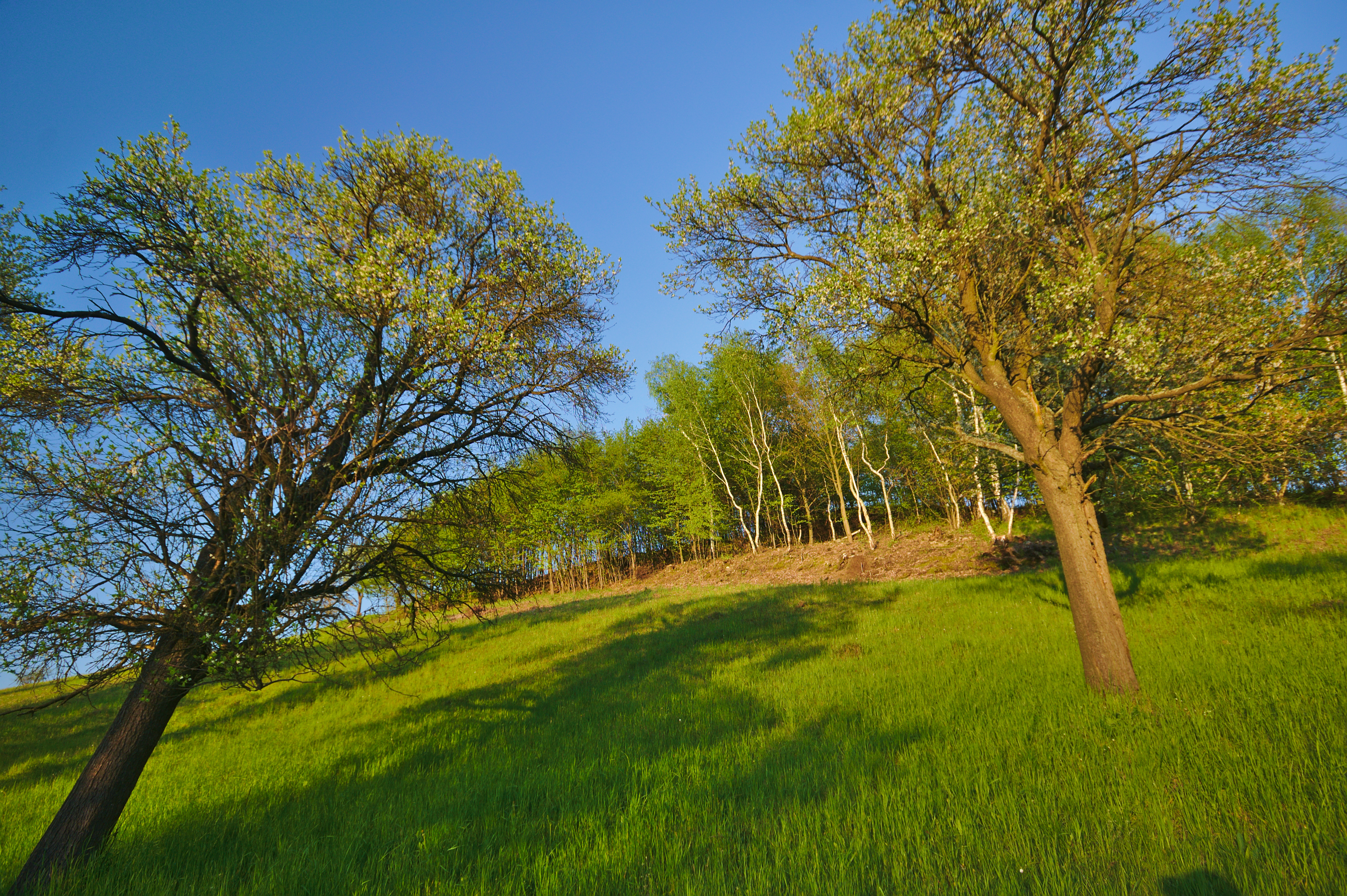
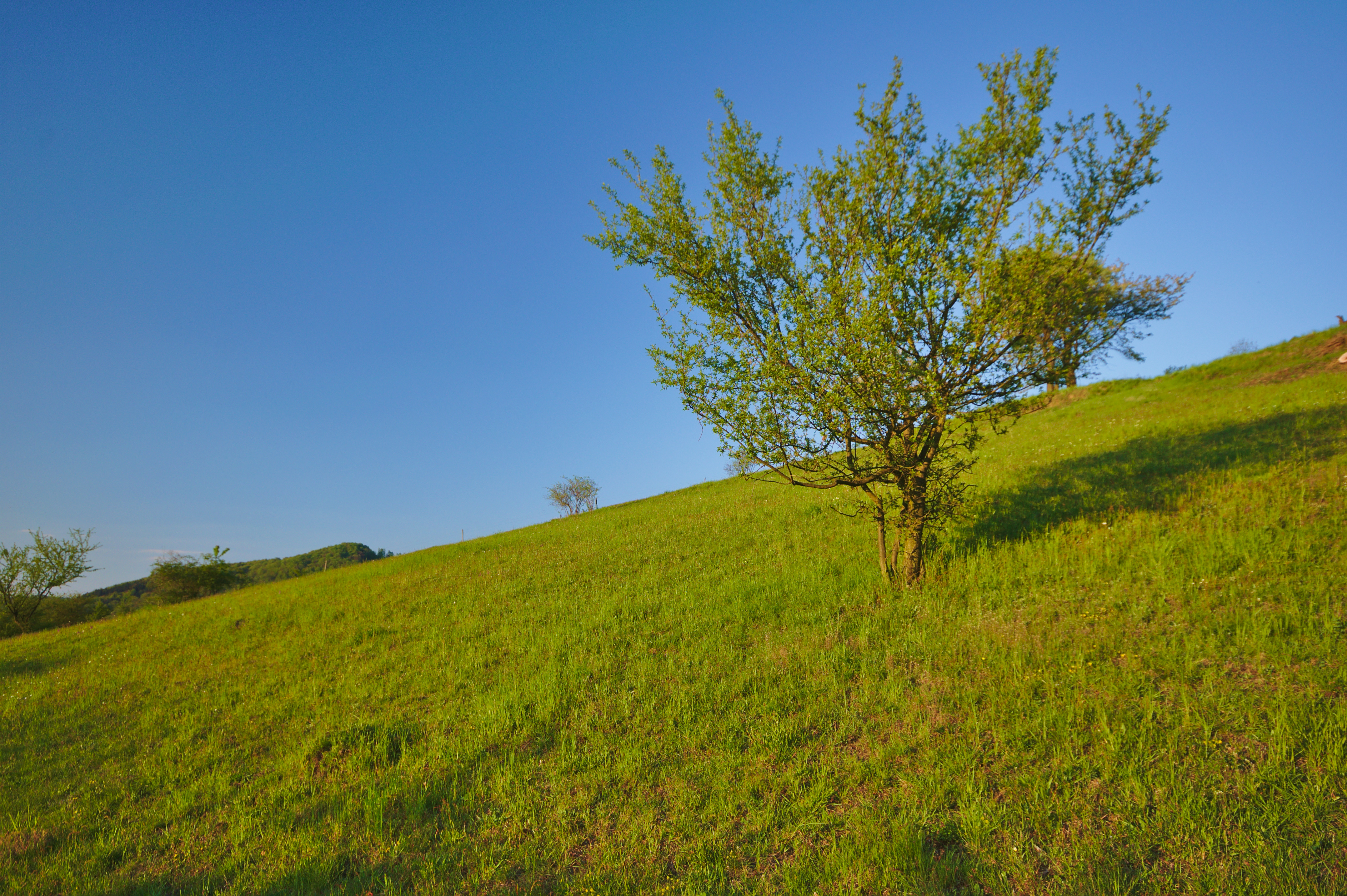
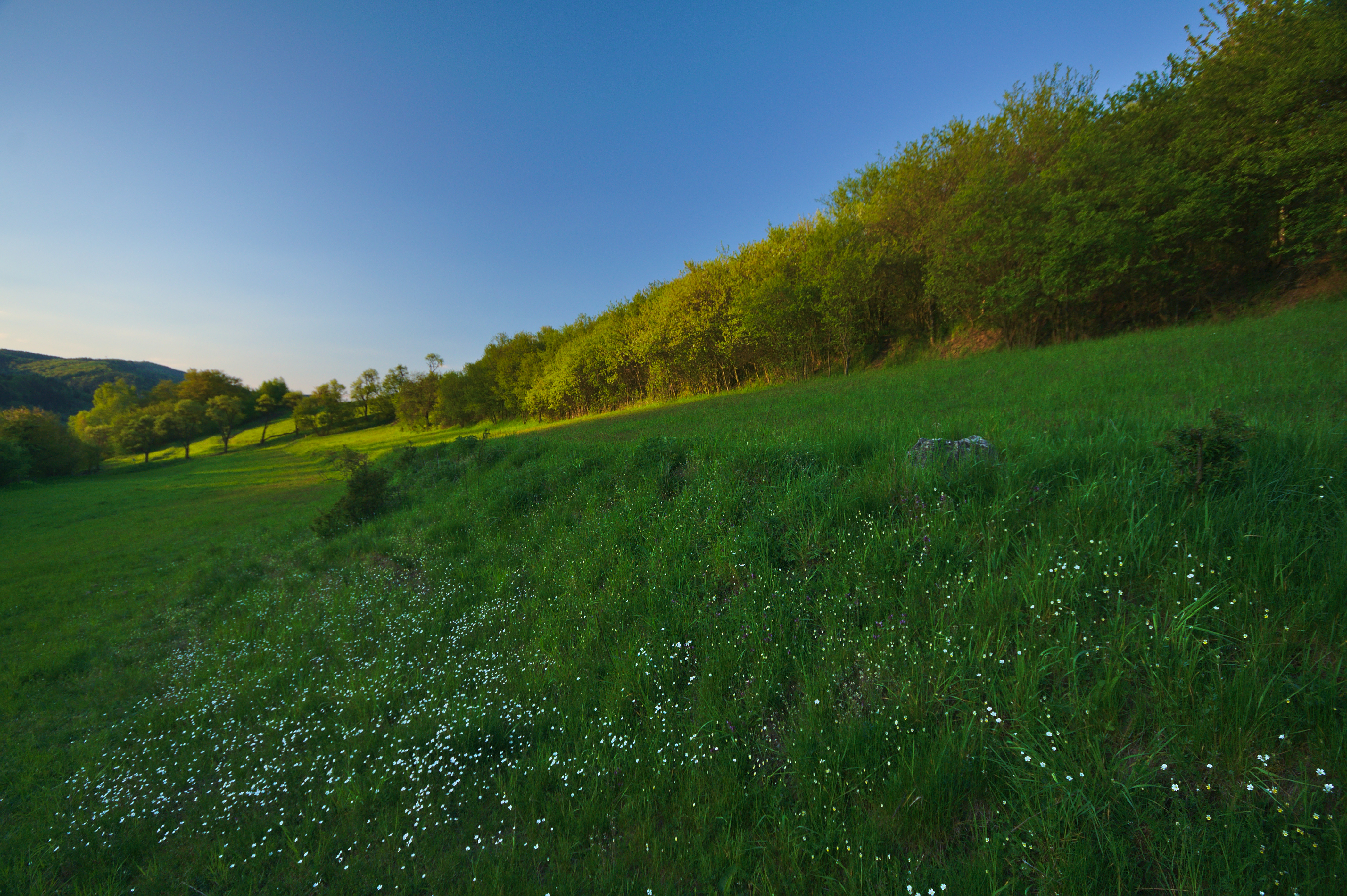